# Torneio de Ascenso ou Permanência do Campeonato Peruano de Voleibol Feminino de 2018
O Torneio de Ascenso ou Permanência de 2018 foi a terceira edição do torneio que reuniu os dois últimos colocados na Campeonato Peruano de Voleibol Feminino de 2017-18 — Série A e os dois qualificados da Liga Nacional Intermediária de 2018, formato de quadrangular, competição organizada pela FPV. 

## Equipes participantes
| Equipe                    | Cidade   | Última participação | Temporada 2017/2018 |
| ------------------------- | -------- | ------------------- | ------------------- |
| Universidad César Vallejo | Trujillo | A1 2017/2018        | 9º                  |
| Sparteam Voley            | Callao   | A1 2017/2018        | 10º                 |
| Rebaza Acosta             | Callao   | Liga A2 2018        | 1º                  |
| Túpac Amaru               | Lima     | Liga A2 2018        | 2º                  |

## Fase única

### Classificação
- Vitória por 3 sets a 0 ou 3 a 1: 3 pontos para o vencedor;
- Vitória por 3 sets a 2: 2 pontos para o vencedor e 1 ponto para o perdedor.
- Não comparecimento, a equipe perde 2 pontos.
- Em caso de igualdade por pontos, os seguintes critérios servem como desempate: número de vitórias, média de sets e média de pontos.

|  |                               |
|  | Ascendem ou permanecem a LNSV |

|     |                           |     | Jogos | Jogos | Jogos | Resultados | Resultados | Resultados | Resultados | Resultados | Resultados | Sets | Sets | Sets  | Pontos | Pontos | Pontos |
| Pos | Equipe                    | Pts | T     | V     | D     | 3–0        | 3–1        | 3–2        | 2–3        | 1–3        | 0–3        | V    | P    | R     | V      | P      | R      |
| --- | ------------------------- | --- | ----- | ----- | ----- | ---------- | ---------- | ---------- | ---------- | ---------- | ---------- | ---- | ---- | ----- | ------ | ------ | ------ |
| 1   | Túpac Amaru               | 8   | 3     | 3     | 0     | 2          | 0          | 1          | 0          | 0          | 0          | 9    | 2    | 4.500 | 272    | 229    | 1.188  |
| 2   | Universidad César Vallejo | 6   | 3     | 2     | 1     | 1          | 1          | 0          | 0          | 0          | 1          | 6    | 4    | 1.500 | 246    | 195    | 1.262  |
| 3   | Rebaza Acosta             | 4   | 3     | 1     | 2     | 0          | 1          | 0          | 1          | 1          | 0          | 6    | 7    | 0.857 | 272    | 297    | 0.916  |
| 4   | Sparteam Voley            | 0   | 3     | 0     | 3     | 0          | 0          | 0          | 0          | 1          | 2          | 1    | 9    | 0.111 | 187    | 256    | 0.730  |

#### Resultados
- Local:Coliseo Niño Héroe Manuel Bonilla

| Data   | Hora  |                             | Placar |                  | Set 1 | Set 2 | Set 3 | Set 4 | Set 5 | Total | Relatório |
| ------ | ----- | --------------------------- | ------ | ---------------- | ----- | ----- | ----- | ----- | ----- | ----- | --------- |
| 27 fev | 07:00 | Sparteam Voley              | 1–3    | ' Rebaza Acosta' | 14-25 | 28-26 | 22-25 | 18-25 |       | 82–0  | 82-101    |
| 27 fev | 08:30 | Universidad César Vallejo   | 0–3    | ' Túpac Amaru'   | 25-27 | 23-25 | 23-25 |       |       | 71–0  | 71-77     |
| 28 fev | 07:00 | 'Universidad César Vallejo' | 3–1    | Rebaza Acosta    | 25-15 | 25-27 | 25-8  | 25-21 |       | 100–0 | 100-71    |
| 28 fev | 08:30 | Sparteam Voley              | 0–3    | ' Túpac Amaru'   | 13-25 | 28-30 | 17-25 |       |       | 58–0  | 58-80     |
| 1 mar  | 07:00 | Rebaza Acosta               | 2–3    | ' Túpac Amaru'   | 25-21 | 31-29 | 13-25 | 18-25 | 13-15 | 100–0 | 100-115   |
| 1 mar  | 08:30 | 'Universidad César Vallejo' | 3–0    | Sparteam Voley   | 25-22 | 25-13 | 25-12 |       |       | 75–0  | 75-47     |